# Liikapuron tekojärvi
Liikapuron tekojärvi är en sjö i kommunen Jalasjärvi i landskapet Södra Österbotten i Finland. Sjön ligger 132,8 meter över havet. Arean är 2,53 kvadratkilometer och strandlinjen är 13,33 kilometer lång. Sjön  ingår i Kyro älvs huvudavrinningsområde.   Den ligger omkring 48 kilometer söder om Seinäjoki och omkring 260 kilometer norr om Helsingfors. 